# Fatimagrotte in Naumburg
Die Fatimagrotte in Naumburg ist eine in einem alten Steinbruch bei Naumburg errichtete Grotte. Sie wurde 1956 von einer Gruppe junger Pilger aus Naumburg, die zu dem portugiesischen Wallfahrtsort Fátima gefahren waren und eine Marienstatue mitgebracht hatten, erbaut.
Die in der ausgehauenen Grotte aufgestellte Figur stellt die betende Maria dar und wurde am Dreifaltigkeitssonntag des Jahres 1956 eingeweiht. Die jetzige Fatimagrotte wird für Maiandachten und im Oktober – dem Rosenkranzmonat – für Gottesdienste genutzt. Zunächst war die Grotte nur von örtlicher Bedeutung, gewann aber durch weitere Pilgerfahrten nach Fatima überregionale Bedeutung. An die durchgeführten Pilgerfahrten erinnert eine Steintafel mit den Jahreszahlen. Einmal jährlich wird eine Fußwallfahrt von Baunatal zur Fatimagrotte durchgeführt.

## Galerie

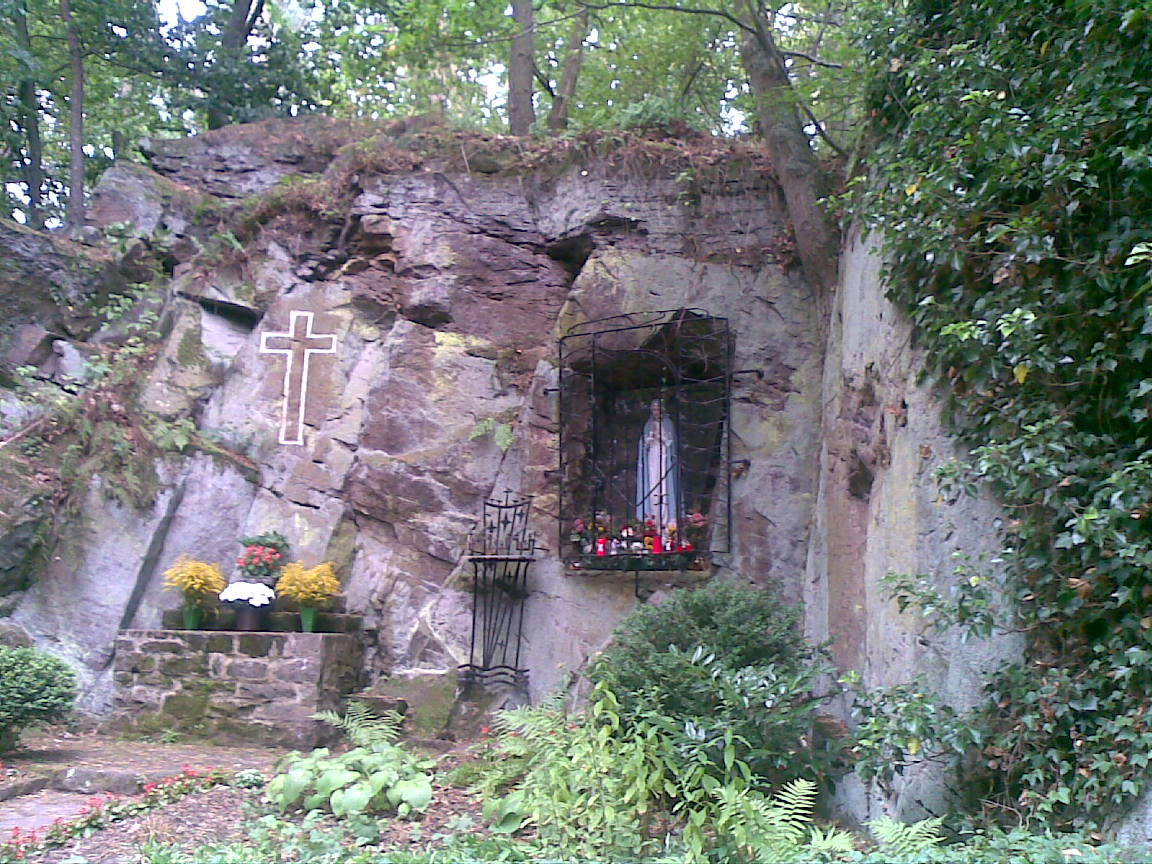
Fatimagrotte
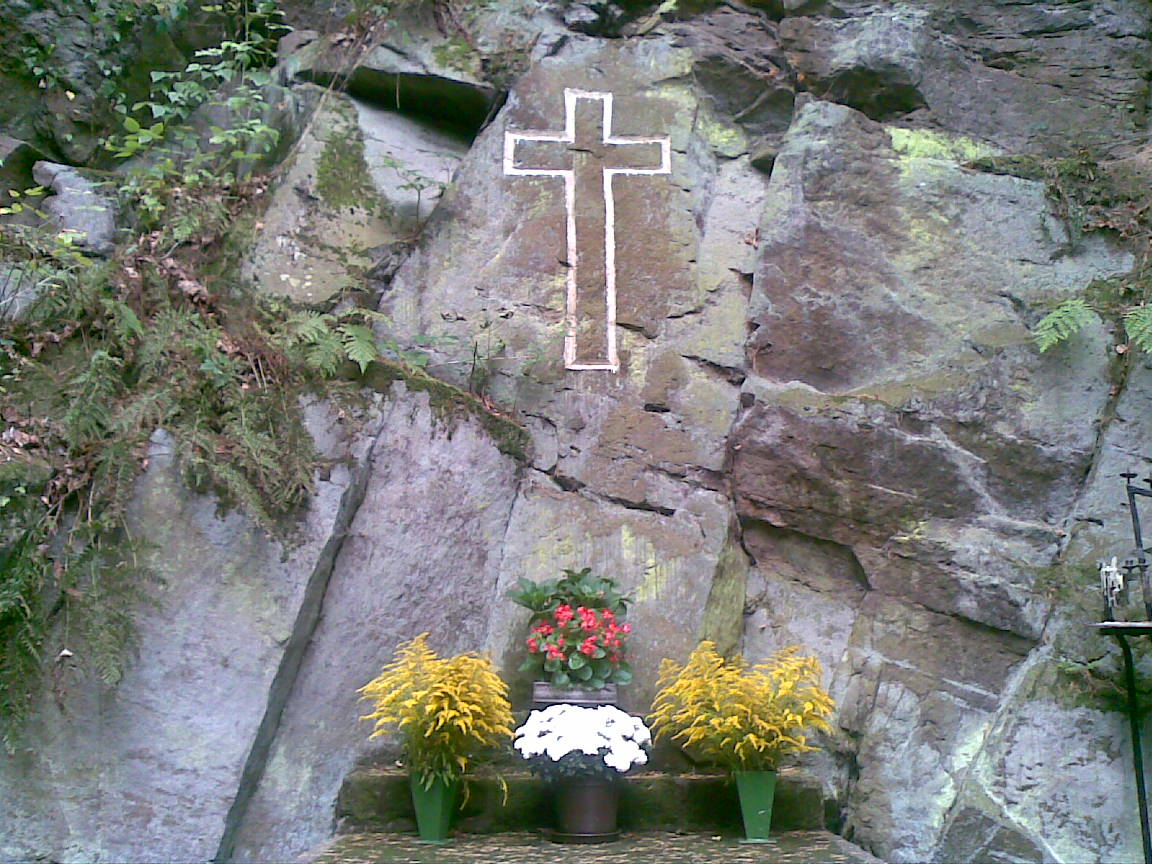
Wandkreuz in der Grotte
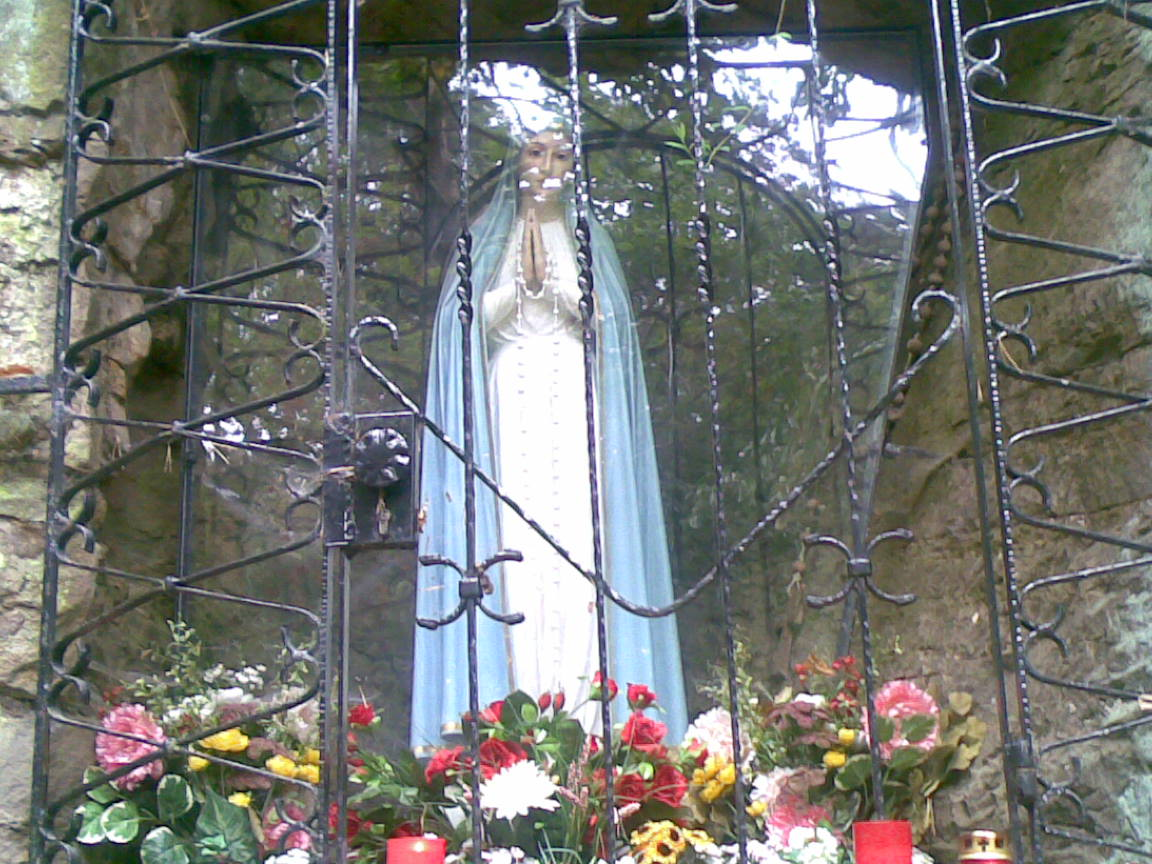
Madonna
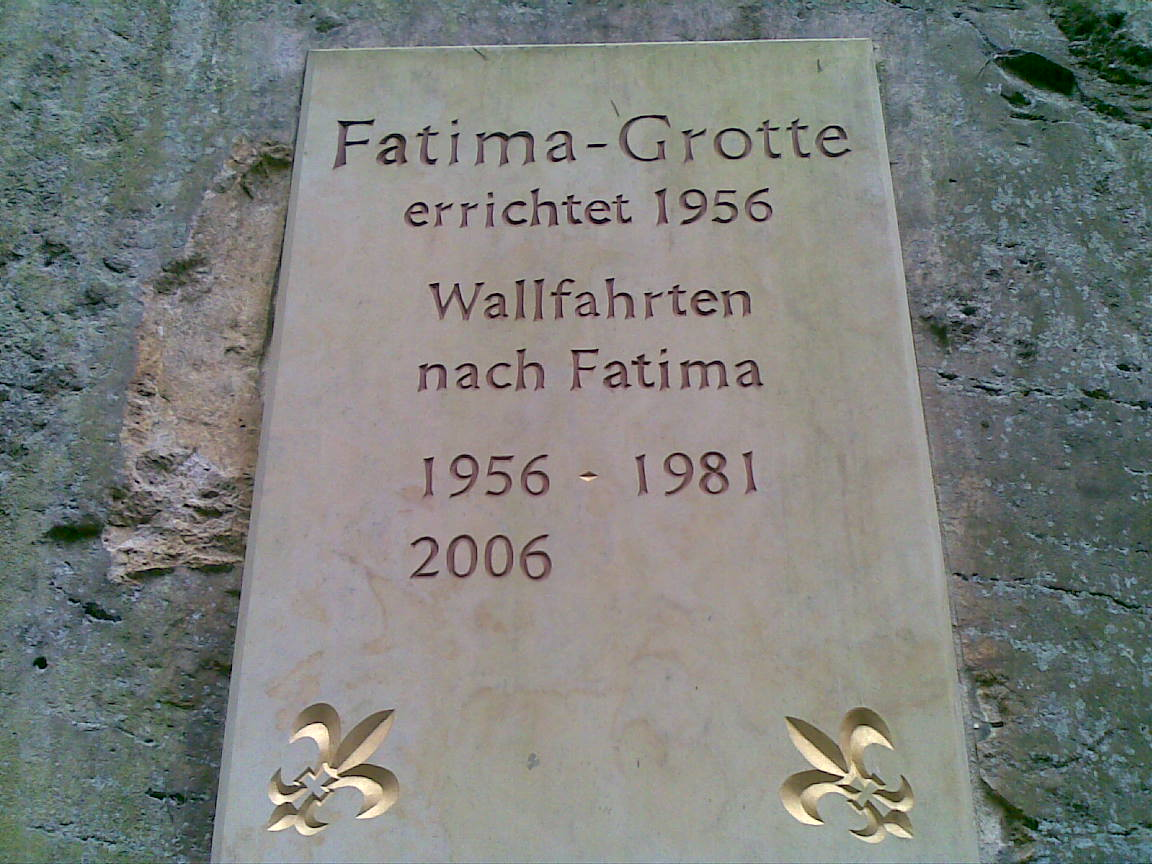
Gedenktafel an die Pilgerfahrten nach Fatima